# Lannea asymmetrica
Lannea asymmetrica är en sumakväxtart som beskrevs av R. E. Fries. Lannea asymmetrica ingår i släktet Lannea och familjen sumakväxter. Inga underarter finns listade i Catalogue of Life.